# Aaron Augustus Sargent
Aaron Augustus Sargent (Newburyport, Massachusetts, 1827. szeptember 28. – San Francisco, Kalifornia, 1887. augusztus 14.) az Amerikai Egyesült Államok szenátora (Kalifornia, 1873–1879).